# Pascal Lota
Le Pascal Lota est un  ferry rapide du groupe Corsica Ferries - Sardinia Ferries. Construit entre 2007 et 2008 par les chantiers Fincantieri à Ancône pour la compagnie estonienne Tallink, il portait à l'origine le nom de Superstar. Mis en service en avril 2008 sur les lignes reliant l'Estonie à la Finlande, il effectuait sur cet axe plusieurs traversées quotidiennes grâce à sa grande vitesse. Cédé à la fin de l'année 2015 à Corsica Ferries, il intègre la flotte du groupe franco-italien en juin 2017 et navigue depuis lors sur les lignes de la Corse et de la Sardaigne au départ des ports français et italiens du continent.

## Histoire

### Origines et construction
Au début des années 2000, la compagnie estonienne Tallink s'impose rapidement comme le principal armateur de son pays. Avec la reprise de la ligne à succès entre l'Estonie et la Suède, l'armateur a le vent en poupe. C'est dans ce contexte florissant que la compagnie estonienne décide d'ouvrir un service rapide assuré plusieurs fois par jour sur sa ligne phare entre l'Estonie et la Finlande. Tallink envisage ainsi la construction de navires inspirés des car-ferries rapides qui connaissent un grand succès en Méditerranée. Ces navires ont l'avantage de combiner des dimensions importantes et une grande capacité à des vitesses élevées. 
Un premier navire est commandé le 1er août 2005 et un second le 5 août. La construction des deux unités est confiée à deux chantiers distinct, le futur Star est construit par Aker Finnyards d'Helsinki tandis que le Superstar verra le jour aux chantiers Fincantieri d'Ancône en Italie. La commande initiale de ce dernier comprenait une option pour la construction d'un sister-ship que Tallink a finalement décidé d'annuler.
La construction du Superstar débute le 18 janvier 2007 à Ancône avec la pose de la première tôle. Sa conception est directement basée sur celle du Moby Aki, construit par ce même chantier en 2005 pour la compagnie italienne Moby Lines. Mais la future unité se singularise tout d'abord au premier coup d'œil par sa cheminée inversée. Si son appareil propulsif est directement comparable à celui du Moby Aki, ses emménagements intérieurs sont adaptés au marché des lignes de la Baltique. En particulier, le navire ne comporte pas de piscine extérieure et la réception ne se situe pas à l'arrière du navire comme sur les Moby, mais vers l'avant. En raison de la brièveté de la ligne exploitée (deux heures de traversées à environ 25 nœuds de vitesse de croisière entre Tallinn et Helsinki), le navire comporte moins de cabines que ses aînés (186 contre 320), l'espace ainsi gagné ayant été consacré à un atrium intérieur qui court sur plusieurs niveaux vers l'arrière du navire et à des espaces commerciaux très développés, une galerie marchande occupant une partie importante du pont 6. Pour le reste, le navire comporte un nombre similaire de bars et de restaurants, avec les mêmes grandes particularités. Ces spécificités internes transparaissent pour partie à l'extérieur puisque le navire compte un peu moins de hublots sur ses flancs mais en revanche davantage d'ouvertures rectangulaires de grande taille correspondant à des espaces publics. Ainsi, l'impression globale extérieure qui domine à la vue du Superstar est celle d'un navire globalement plus vitré que son aîné.
Le car-ferry est mis à l'eau le 5 octobre 2007, et baptisé par la joueuse de tennis estonienne Kaia Kanepi. Le Superstar, après finitions, est livré le 8 avril 2008 et quitte Ancône pour l‘Estonie le jour suivant.

### Service

#### Tallink (2008-2017)

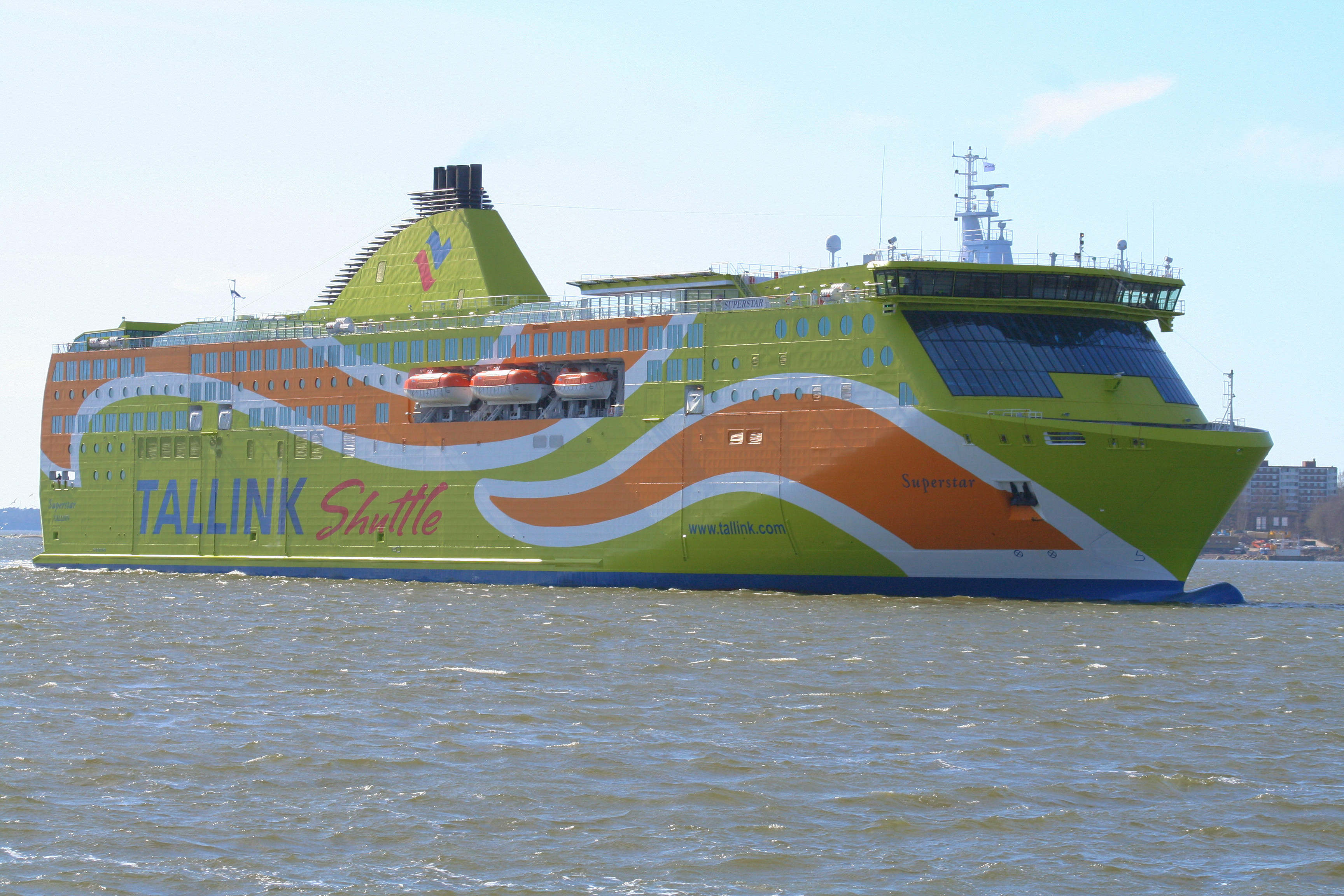
Le Superstar au début de sa carrière sous les couleurs de Tallink.

Le Superstar est mis en service sur la ligne Tallinn - Helsinki le 21 avril 2008 pour le compte de Tallink Shuttle, service de navettes du groupe Tallink proposant des traversées rapides durant en moyenne trois heures. Le 30 avril, le navire est victime d'un problème hydraulique à Tallinn conduisant à l'annulation de sa traversée vers Helsinki. 
Le 27 février 2009, lors d'une traversée entre Tallinn et Helsinki avec 400 passagers à bord, les moteurs principaux du car-ferry s'arrêtent en raison de problèmes avec les systèmes de refroidissement à 8h45. Le navire dérive donc pendant près de deux heures, avec des générateurs d'urgence fournissant de l'électricité, jusqu'à ce que la pleine puissance soit rétablie à 10h30. Le Superstar n'arrive à Helsinki qu'à 11h30, soit deux heures de retard.
En février 2015, Tallink annonce la commande d'un nouveau car-ferry rapide pour la ligne Tallinn - Helsinki. Attendue pour 2017, il est prévu que cette nouvelle unité remplace le Superstar. Le navire est donc vendu le 10 novembre 2015, au groupe franco-italien Corsica Ferries - Sardinia Ferries via sa filiale Medinvest S.p.A pour la somme de 91,5 millions d'euros. Il reste cependant affrété par Tallink et maintenu en service entre Helsinki et Tallinn en attendant la mise en service du futur Megastar. 
Le Superstar achève sa dernière traversée commerciale pour le compte de Tallink le 28 janvier 2017, livré le 31 janvier au groupe Corsica Ferries, il quitte Tallinn le 1er février suivant, sous pavillon chypriote, à destination de l'Italie.

#### Corsica Ferries - Sardinia Ferries (depuis 2017)

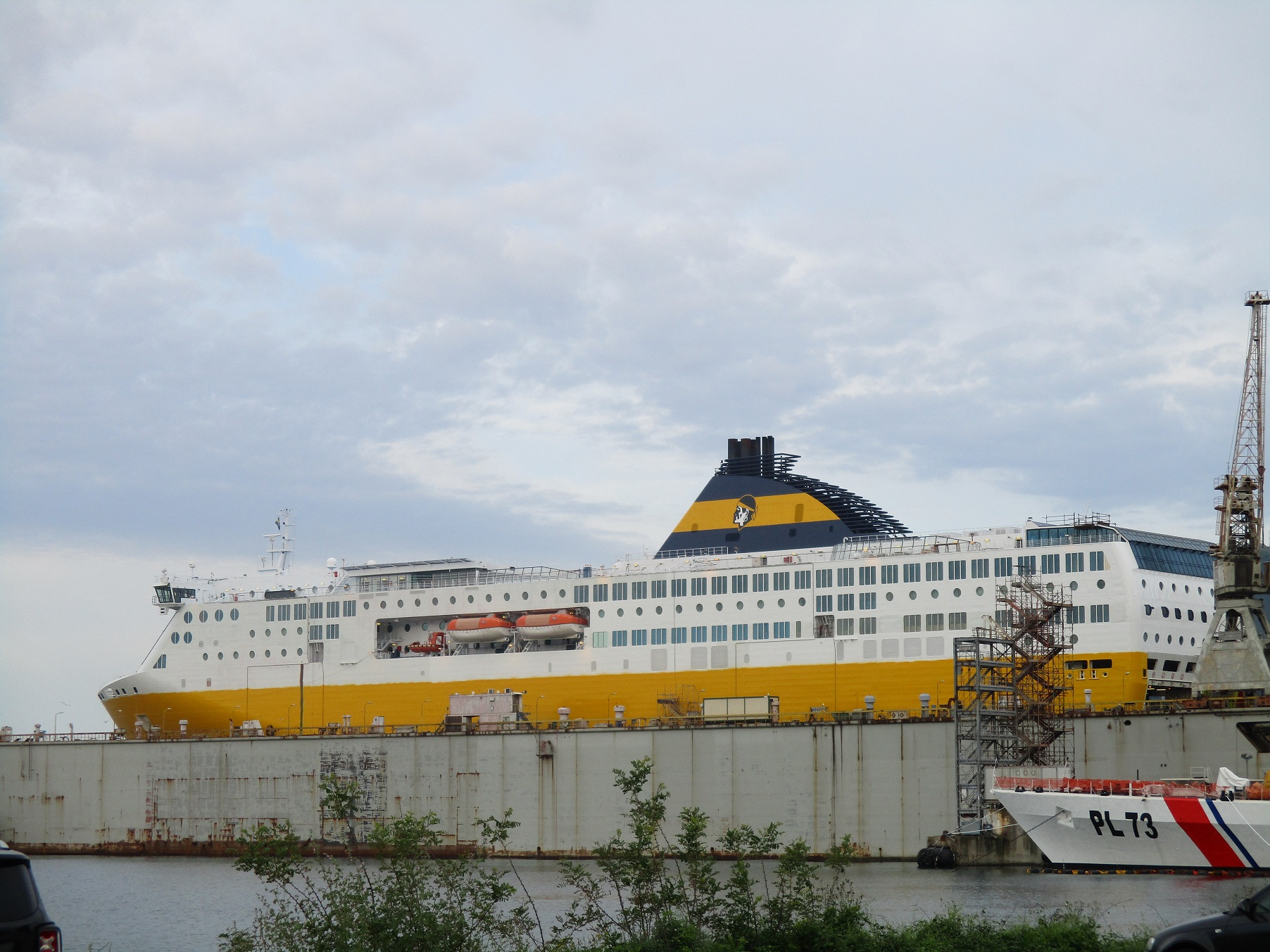
Le Pascal Lota au cours de sa transformation à La Spezia.

Le navire atteint La Spezia le 10 février et entre aux chantiers Fincantieri Muggiano afin d'être mis aux standards du groupe Corsica Ferries. Sixième navire rapide acquis par la compagnie, celui-ci devait à l'origine être nommé Mega Express Six. Il sera finalement baptisé du nom de Pascal Lota le 3 mars 2017, en hommage au fondateur de la compagnie bastiaise, décédé en janvier 2016.
Le navire bénéficie d'importantes transformations portant notamment sur le réaménagement des installations intérieures, l'ajout de nouvelles cabines et d'une piscine ainsi que la mise aux couleurs de Corsica Ferries avec la livrée jaune et bleue. Les travaux se poursuivent jusqu'à la fin du mois de mai, et le navire gagne ensuite Savone en attendant son entrée en service.
Le Pascal Lota arrive pour la première fois à Bastia le 1er juin 2017 en provenance de Livourne. Il assure ensuite quelques traversées entre l'Italie et la Sardaigne les jours suivants. 

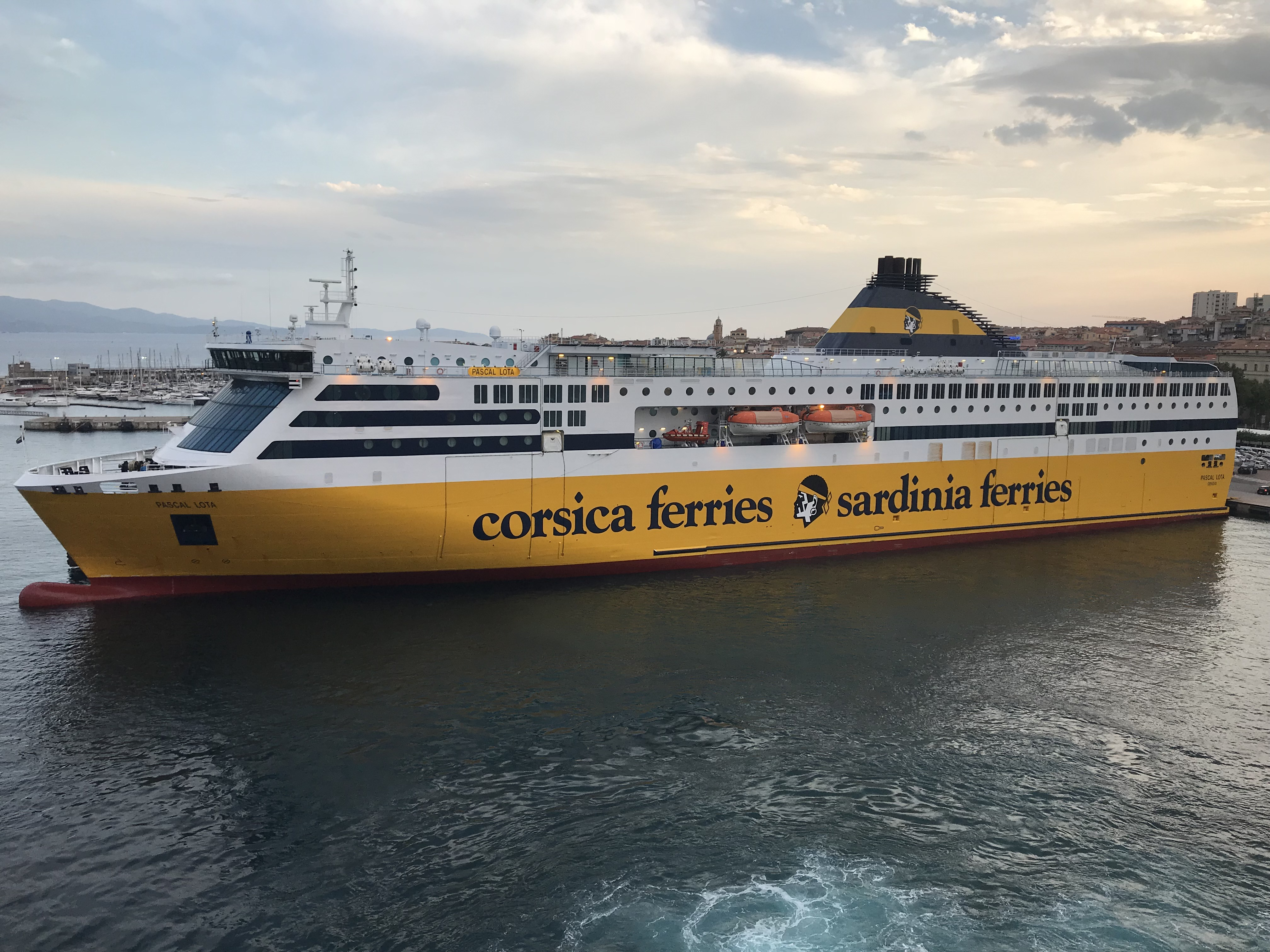
Le Pascal Lota à Ajaccio en juillet 2018.

Son inauguration officielle a lieu le 15 juin à Bastia en présence des dirigeants de la compagnie ainsi que certains élus et représentants économiques de l'île dont Jean-Guy Talamoni, président de l’Assemblée de Corse et Pierre Savelli, le maire de Bastia.
Le 1er juillet, alors que le Pascal Lota quitte le port de Bastia, une puissante rafale Ouest-Nord-Ouest d’une trentaine de nœuds drosse l'arrière du car-ferry contre la digue, occasionnant une importante avarie à l'hélice tribord. Les dégâts conduisent à l'immobilisation du navire jusqu'au 27 juillet pour réparations. Pour la saison 2017, le car-ferry dessert principalement la Corse depuis Nice. À l'issue de la saison, il dessert davantage l'île de Beauté au départ de Toulon.
Du 1er au 28 février 2018, le Pascal Lota est affrété par la compagnie italienne Grandi Navi Veloci afin de remplacer La Superba, en arrêt technique, sur la ligne Gênes - Palerme. À l'issue de l'affrètement, le navire retrouve ses lignes habituelles.
Le 21 avril 2019, le Pascal Lota inaugure les lignes de Corsica Ferries entre la France et la Sicile. Le car-ferry quitte Toulon dans l'après-midi et escale exceptionnellement à Palerme le lendemain à 14h.
Au cours du mois de décembre 2022, le navire va connaître une utilisation exceptionnelle et être affrété par la société de transport seynoise Terminal Automobiles Services dans le but d'acheminer des véhicules neufs du groupe Stellantis en Europe du Nord. Ainsi, le 8 décembre, le Pascal Lota rejoint Fos-sur-Mer afin d'embarquer son premier chargement constitué majoritairement de Peugeot 208 provenant de l'usine de Kénitra. Après avoir appareillé dans la soirée, il se dirige vers Le Havre où il accoste le 13 décembre. Après avoir débarqué sa cargaison, le Pascal Lota quitte Le Havre le lendemain à destination de Vigo où se situe une autre usine du groupe Stellantis. Arrivé le 17 décembre, il repart en direction du nord trois jours plus tard pour rejoindre Rotterdam. Au terme d'un second aller-retour entre Vigo et Rotterdam du 24 au 27 décembre, le navire met le cap sur la Méditerranée et regagne Toulon le 30 décembre aux alentours de 12h30.

## Aménagements
Le Pascal Lota possède 10 ponts. Il devrait, normalement, en compter 11 mais son garage inférieur situé au pont 3 s'étend sur deux niveaux complets afin de pouvoir transporter du fret. Les ponts 6 à 9 sont entièrement dédiés aux passagers tandis que l'équipage occupe l'arrière des ponts 1, 4 et 5 et l'avant du pont 9. Le garage occupe quant à lui les ponts 1, 3, 4 et 5.

### Locaux communs
À sa mise en service, le Superstar possède de nombreuses installations de qualité destinées aux passagers dont la majeure partie se situe sur les pont 6 et 8. Ces installations portaient pour la plupart des noms faisant référence à l'Italie, où le navire a été construit.
Le navire dispose ainsi de cinq espaces de restauration sur le pont 8 (le restaurant Fellini, le buffet Toscana, la pizzeria Roma, la cafétéria Sardinia et le fast-food Hamburgeria), de trois bars (le Dolce Vita sur trois étages à la proue, le Leonardo Da Vinci sur deux étages à la poupe et le bar extérieur Sole situé sur le pont 9 et ouvert uniquement pendant l'été), d'une importante galerie marchande occupant une grande partie du pont 6 ainsi qu'un salon Business à proximité. Ces installations seront modernisées à plusieurs reprises, notamment en ce qui concerne les moquettes ou le mobilier.
Lorsque le navire intègre le groupe Corsica Ferries et devient le Pascal Lota en 2017, d'importants travaux de rénovations sont réalisés à bord aux chantiers Fincantieri de La Spezia. La disposition des espaces de restauration ainsi que des bars est inchangée, mais la galerie marchande est en revanche supprimée. Un nouveau point information est installé à l'arrière sur le pont 6 et un bassin extérieur est ajouté sur le pont 9. Au cours d'un arrêt technique effectué au printemps 2023, les intérieurs vont connaître quelques changements, notamment au niveau du bar avant qui perd un niveau en raison du réaménagement de la piste de danse sur le pont 7, sans que cela n'affecte sa capacité. Le bar arrière est également modifié et voit sa superficie réduite au profit d'un nouveau salon fauteuils.
Depuis lors, les installations du car-ferry sont organisés de la manière suivantes :
- Dancing Palace, bar-spectacle sur deux étages surplombé d'une verrière occupant les ponts 7 et 8 avant avec une piste de danse ;
- Riviera Lounge, confortable bar-salon sur deux étages situé à la poupe sur les ponts 7 et 8 ;
- Lido Beach Bar, bar extérieur avec piscine situé au milieu sur le pont 9 ;
- Dolce Vita, restaurant à la carte séparé en deux salles situées sur le pont 8 à l'avant du navire ;
- Yellow's, libre-service situé au milieu du pont 8 proposant une cuisine classique ;
- Gusto, pizzeria sur le pont 8 ;
- Sweet Cafe, point de vente situé au pont 8 vers l'arrière à proximité des deux précédents proposant des boissons chaudes et fraîches ainsi que diverses pâtisseries ;
- Main Street, petit fast-food situé à proximité du Sweet Cafe ;
- La Veranda, restaurant buffet situé vers poupe du côté bâbord sur le pont 8 ;

En plus de ces installations, une boutique située sur le pont 8 est présente ainsi qu'une salle de jeux pour enfants et un espace d'arcade à proximité.

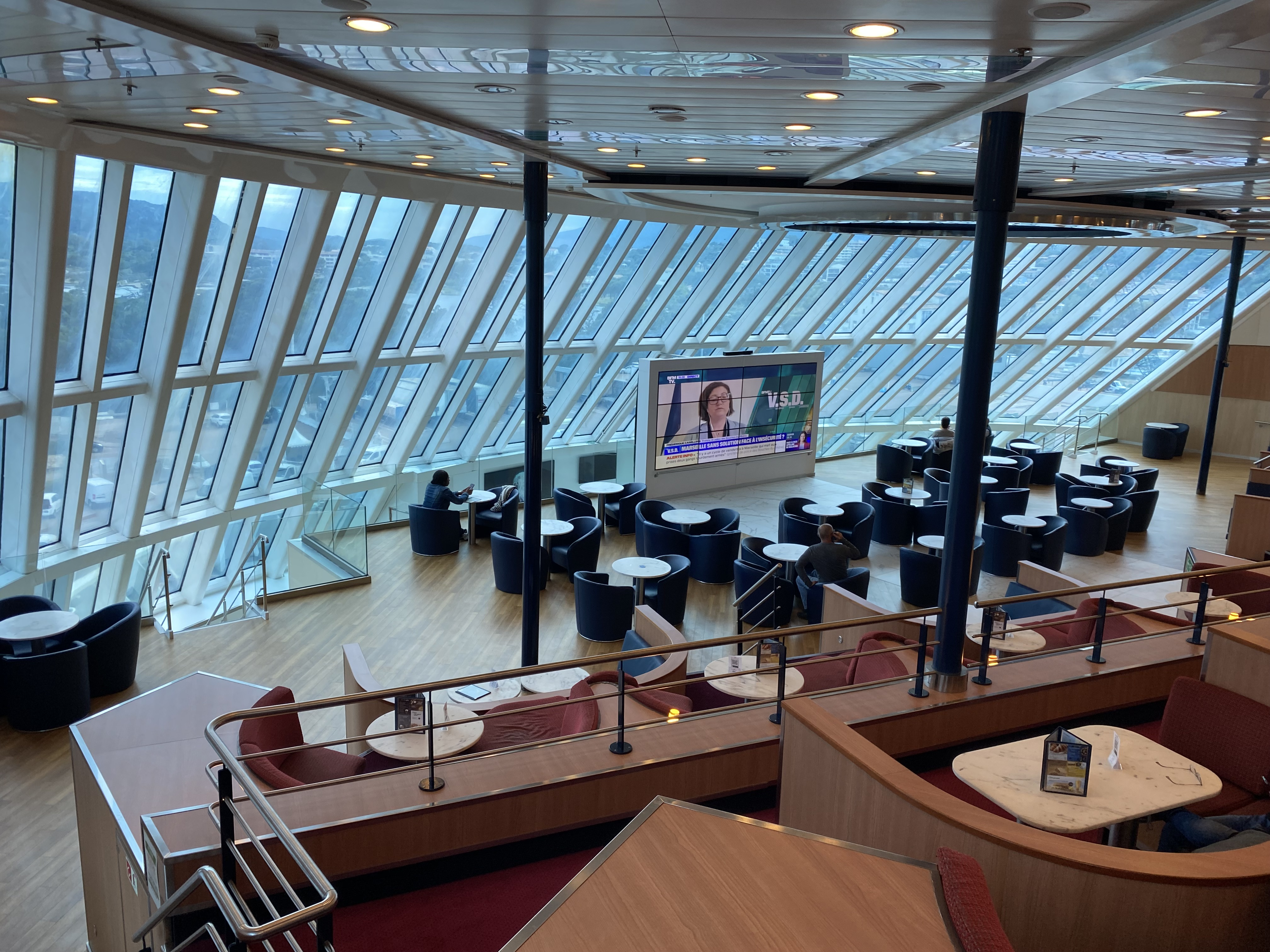
Bar-spectacle Dancing Palace après les modifications de 2023
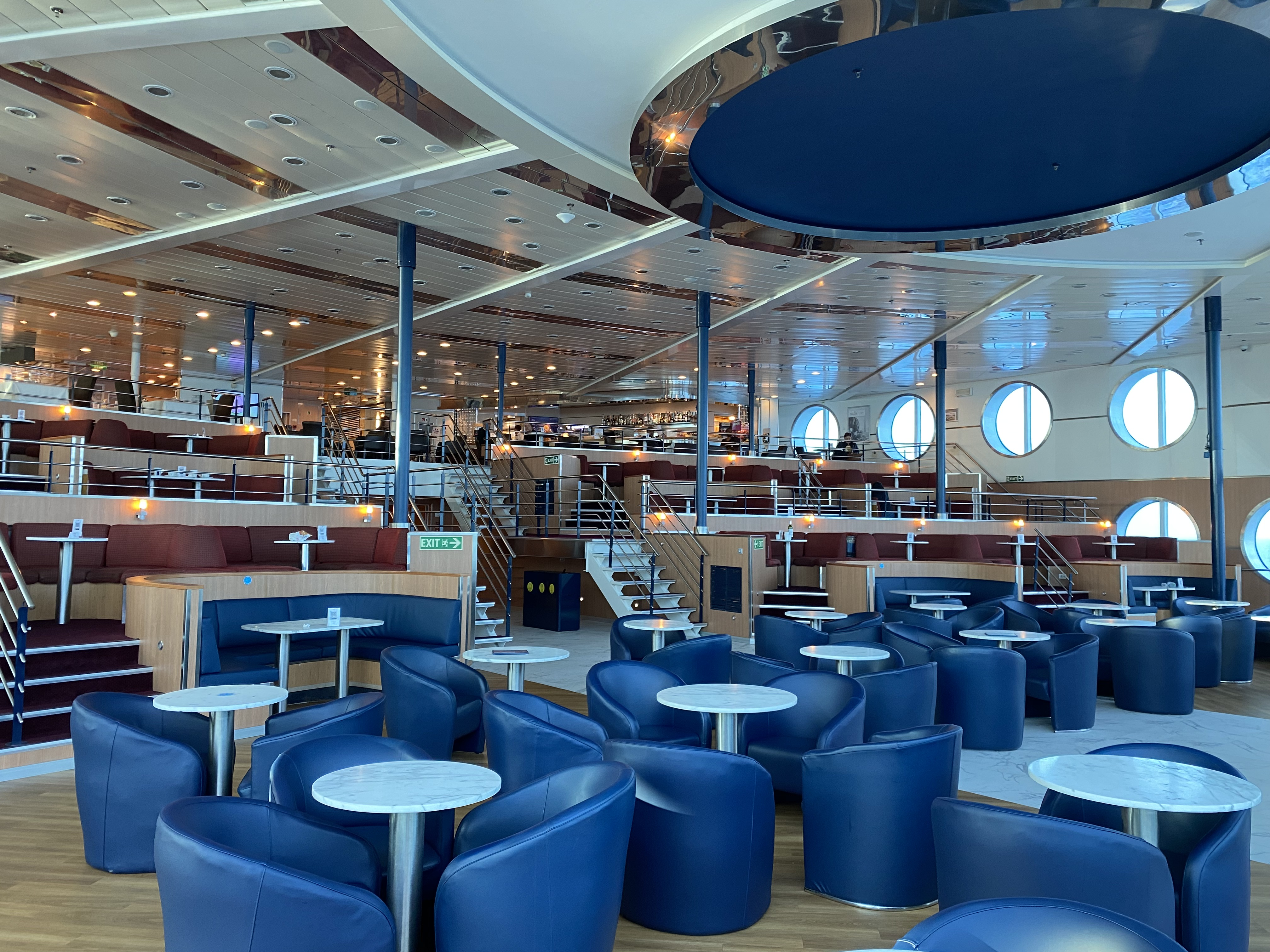
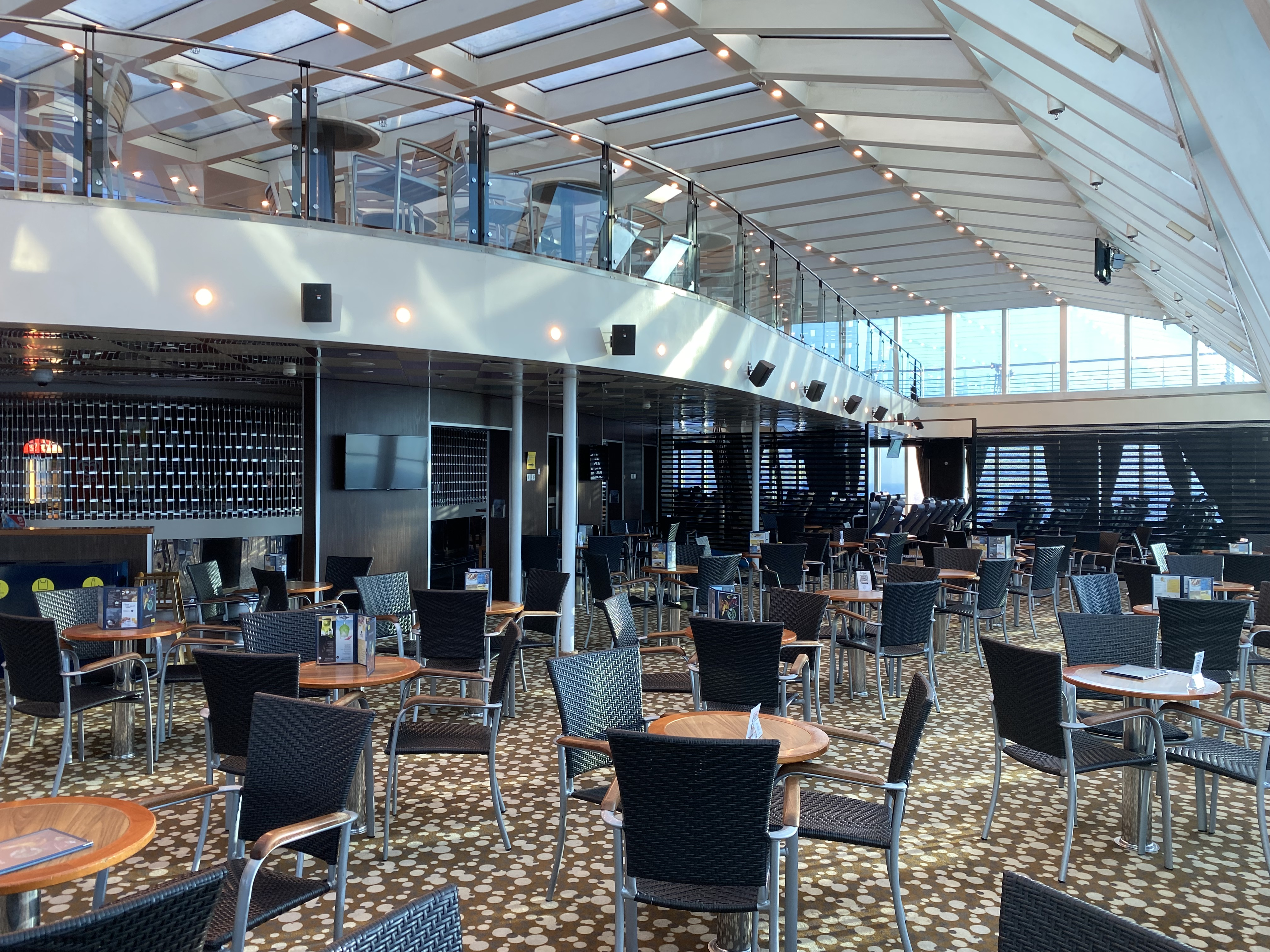
Bar-salon Riviera Lounge
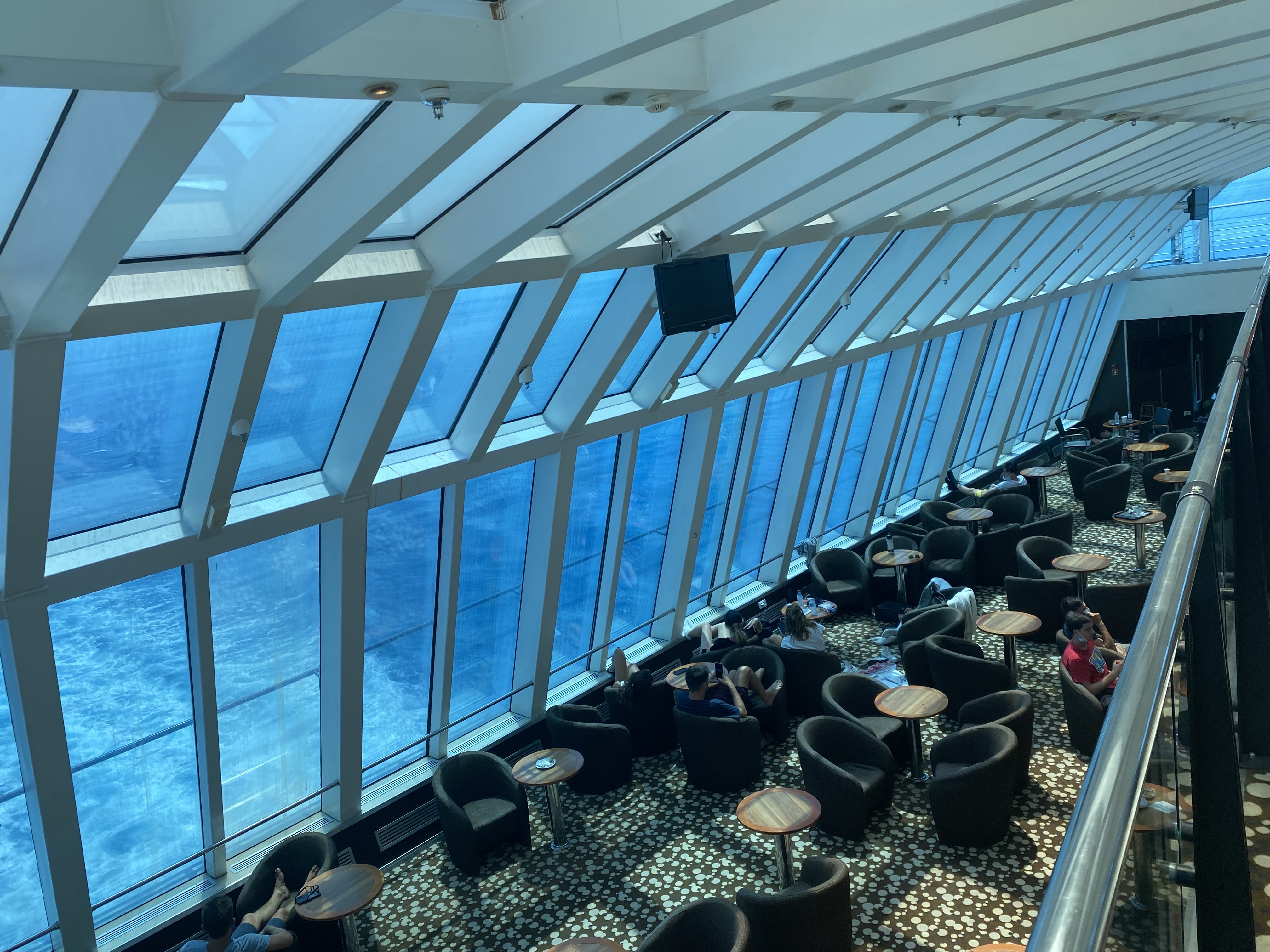
Riviera Lounge avant 2023
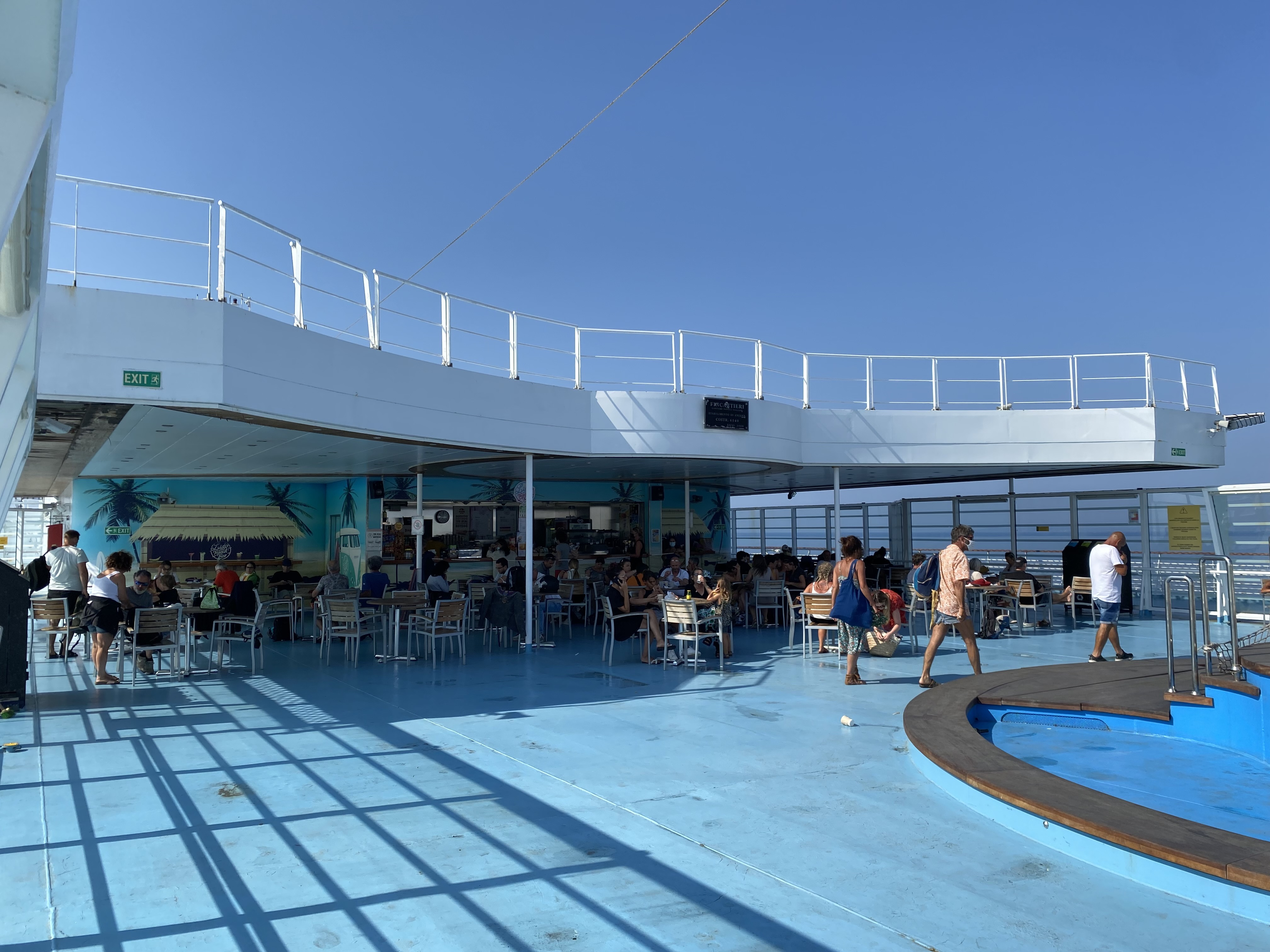
Bar extérieur Lido Beach Bar
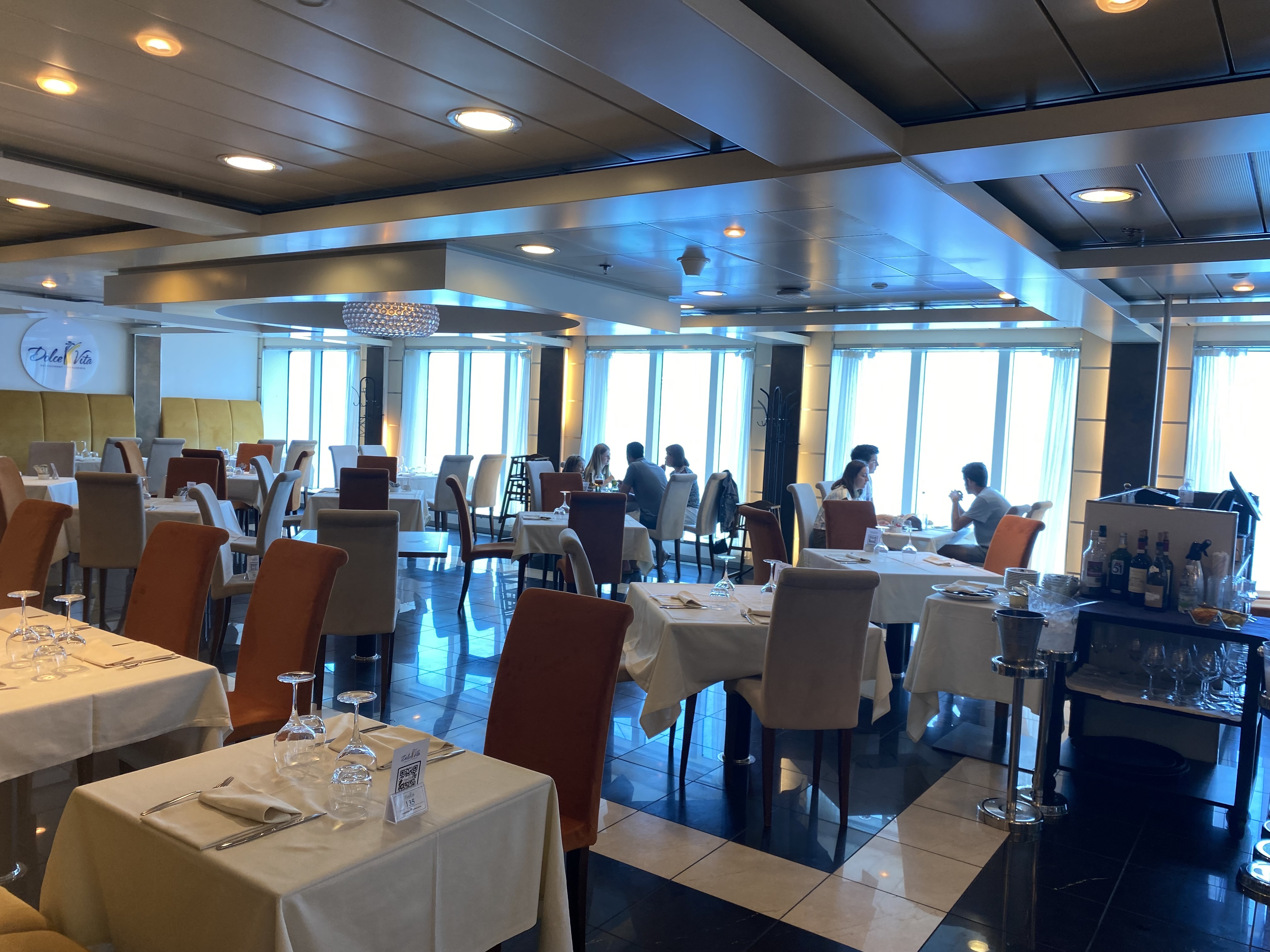
Restaurant à la Carte Dolce Vita
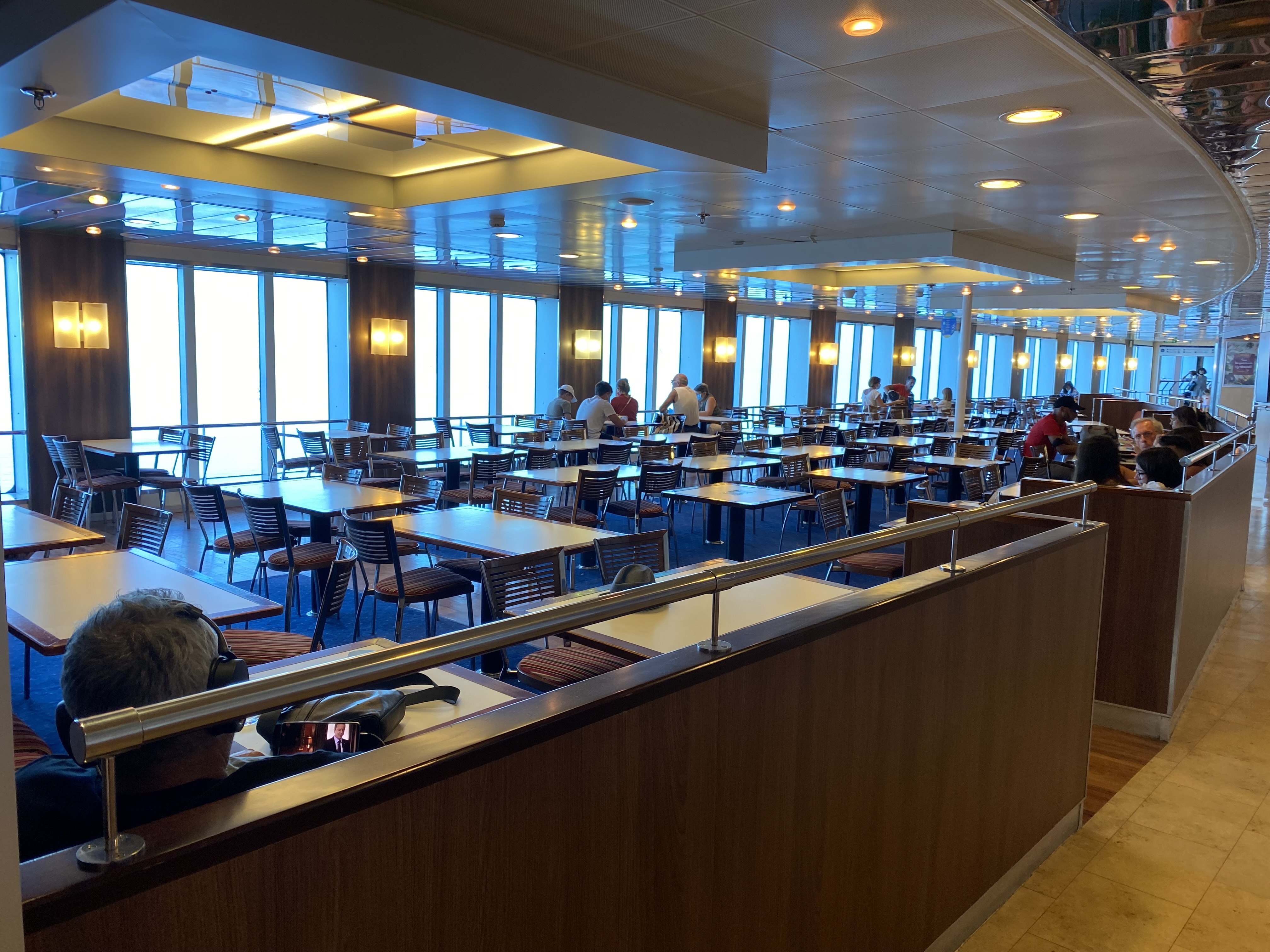
Restaurant self-service Yellow's
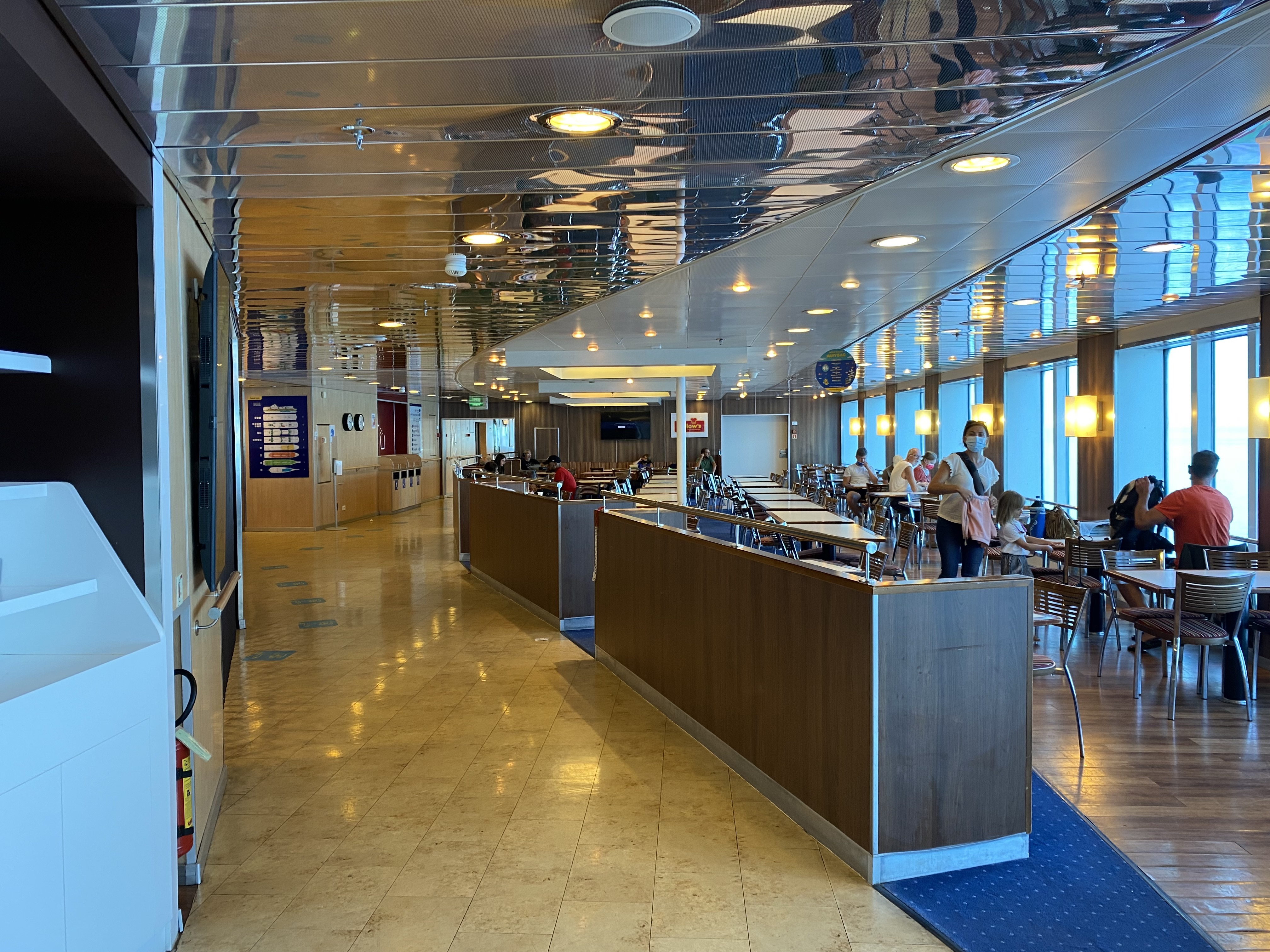
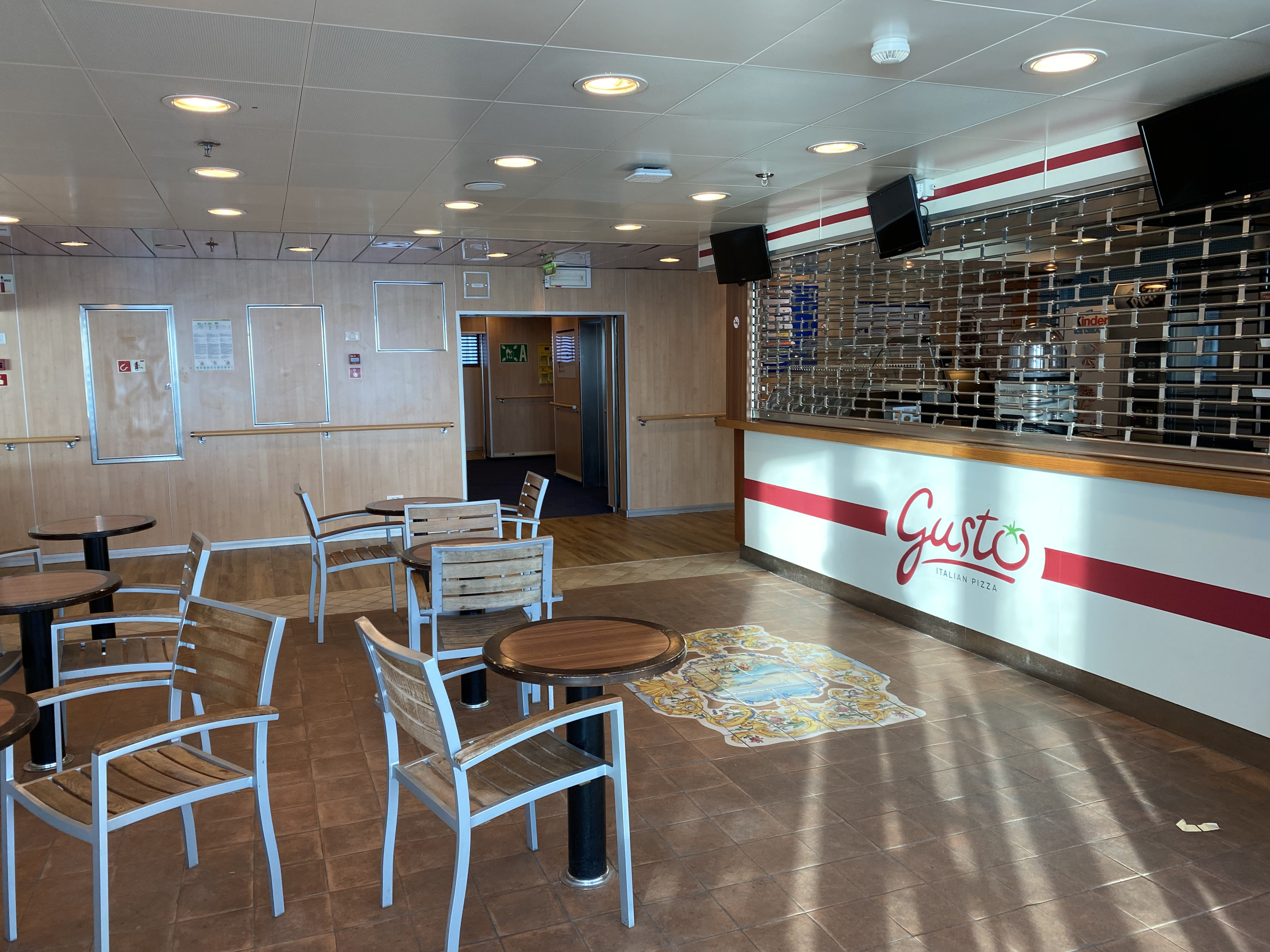
Pizzeria Gusto
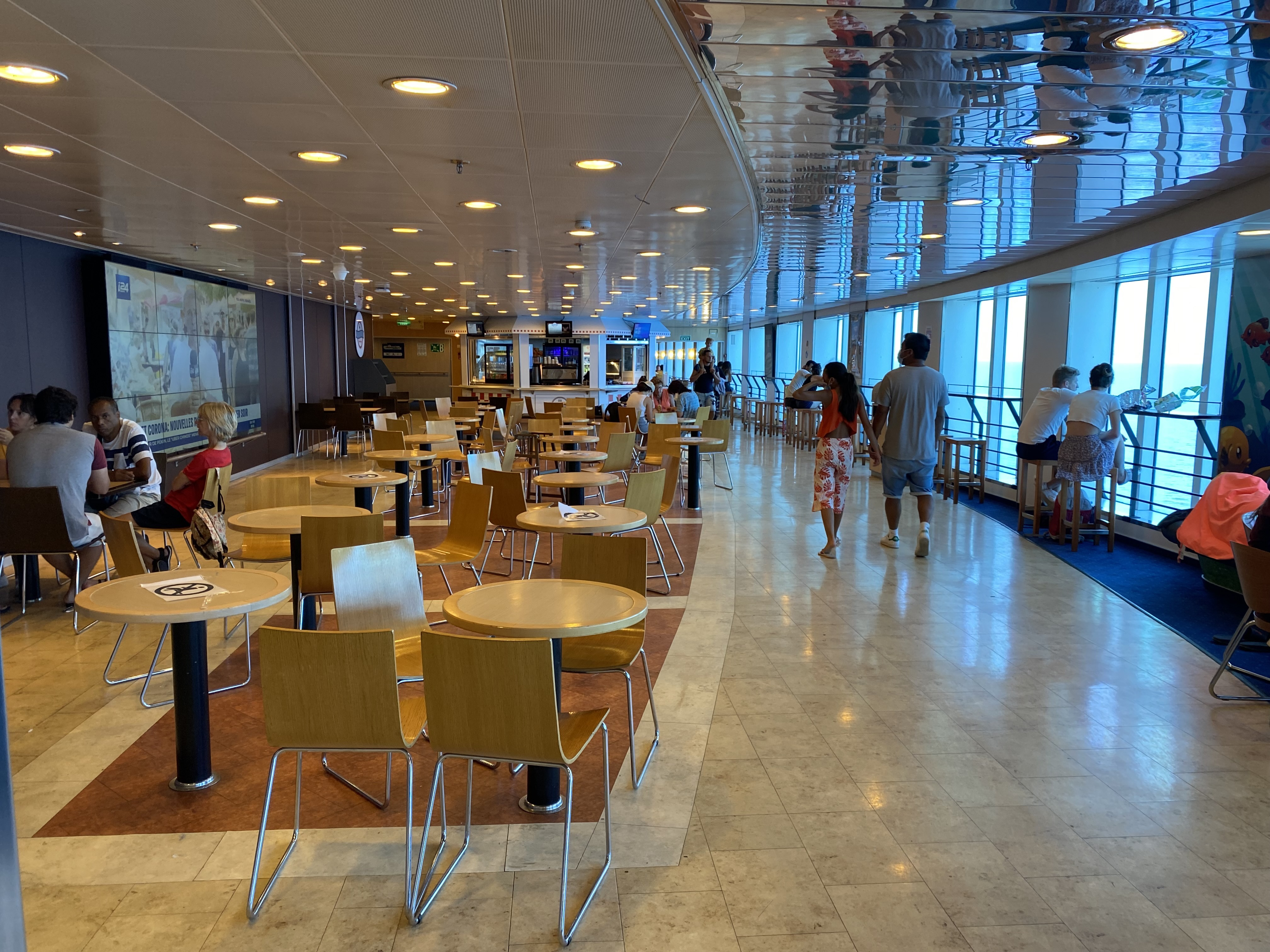
Fast-food Main Street
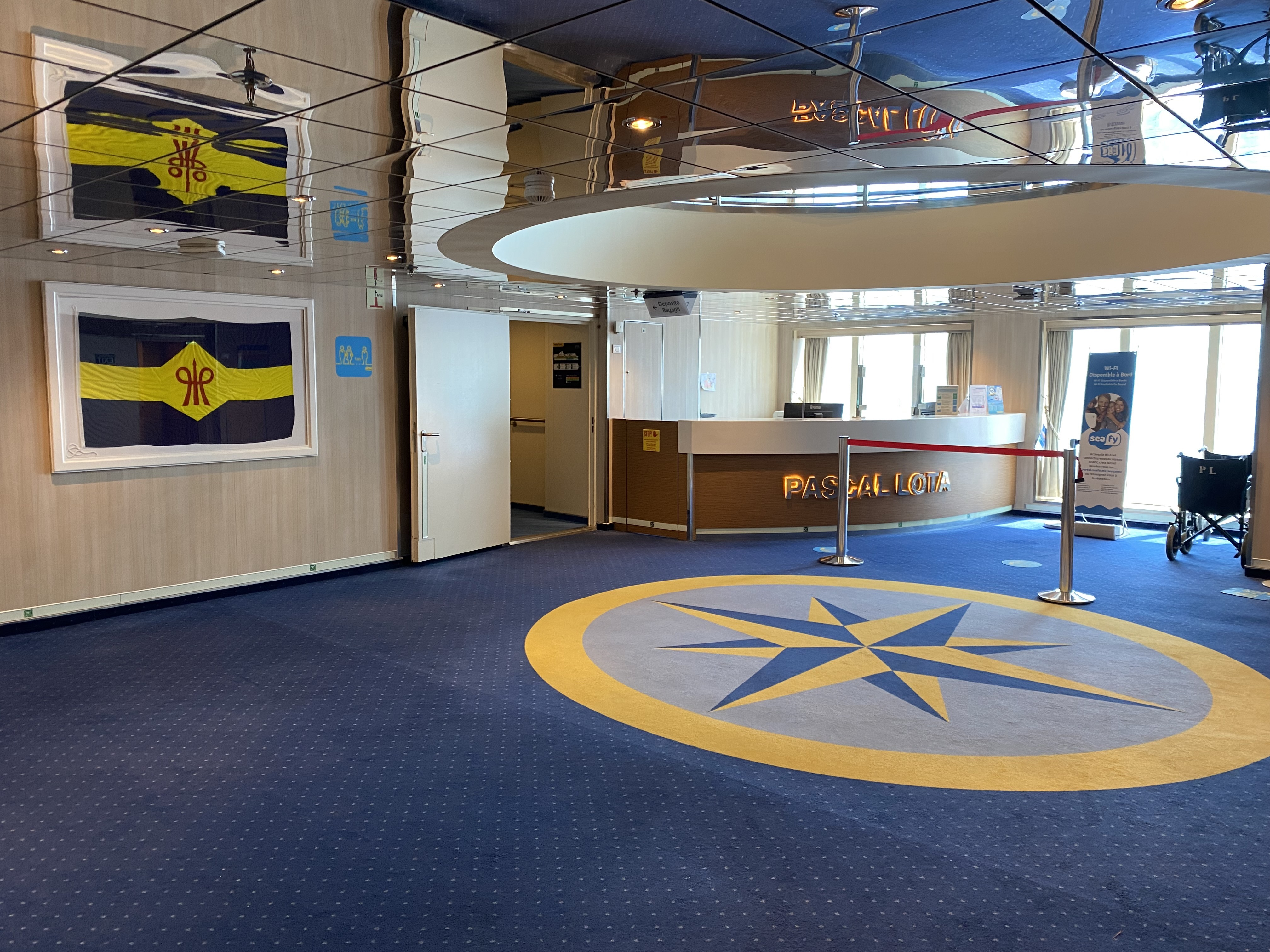
Bureau informations sur le pont 6

### Cabines
À l'origine, le Superstar disposait de 186 cabines. Si la majorité d'entre elles sont situées sur le pont 7, quelques-unes se trouvent à l'avant du pont 6. Ces cabines, internes et externes, sont le plus souvent équipée de deux à quatre couchettes ainsi que de sanitaires comprenant douche, WC et lavabo. Quelques-unes proposent quant à elles un grand lit à deux places.
Au cours des travaux de 2017 réalisés lorsque le navire est devenu le Pascal Lota, de nouvelles cabines semblables à celles du pont 7 sont ajoutées sur le pont 6 à la place de la galerie marchande, portant leur nombre à 297. Les nouvelles cabines extérieures sur le pont 6 possèdent des hublots plus larges, semblables à ceux des cabines des sister-ships Mega Express et Mega Express Two. Un salon fauteuil est également aménagé au milieu du pont 6 au sein de l'ancien salon Business. Ce salon fauteuil sera cependant supprimé en 2023 au profit de nouvelles cabines et réaménagé au pont 8 arrière à la place d'une partie du bar Riviera Lounge. Des cabines additionnelles seront aussi aménagées à l'avant du pont 6 à la place d'une section du bar avant.

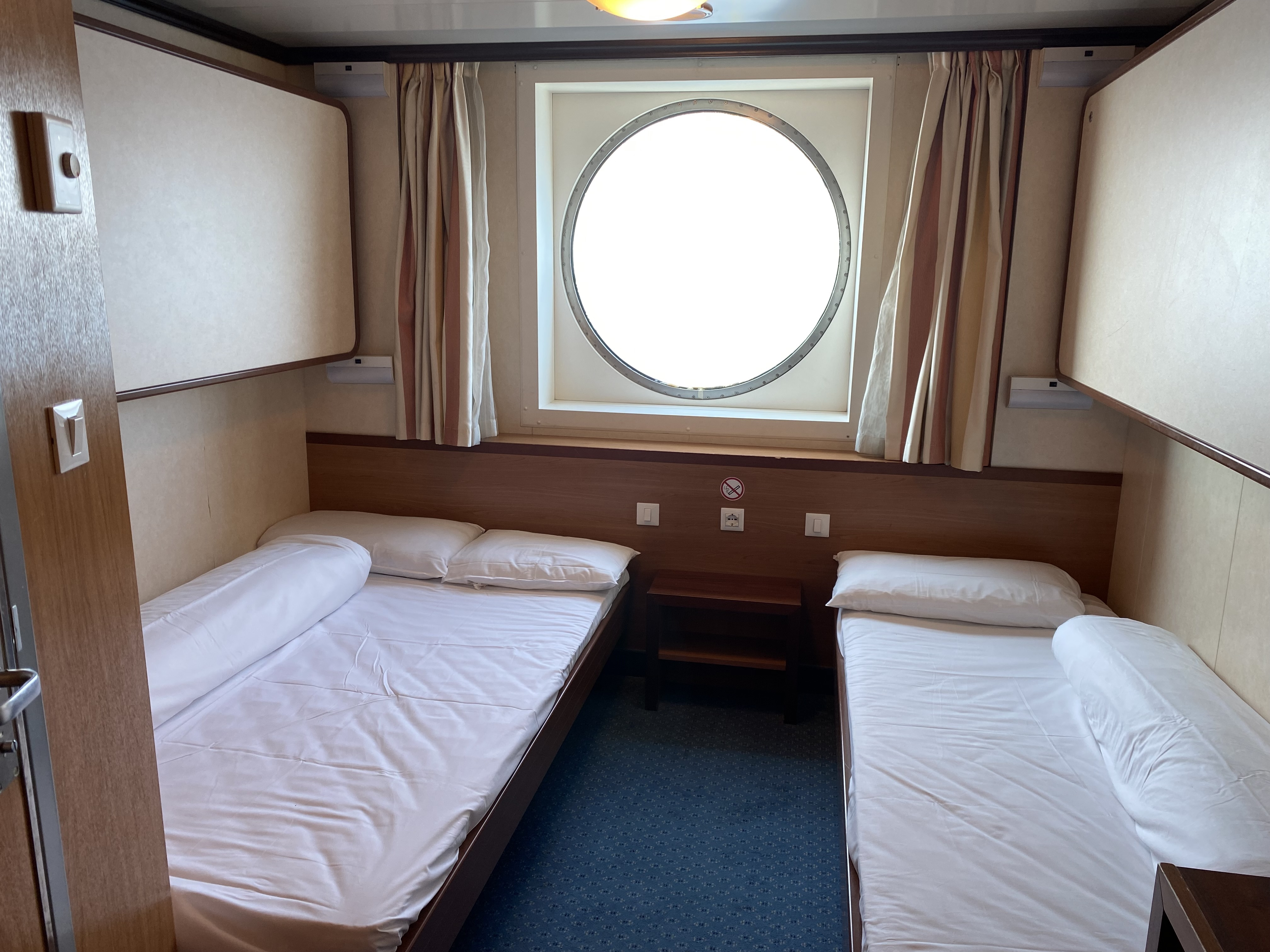
Cabine extérieure standard sur le pont 6
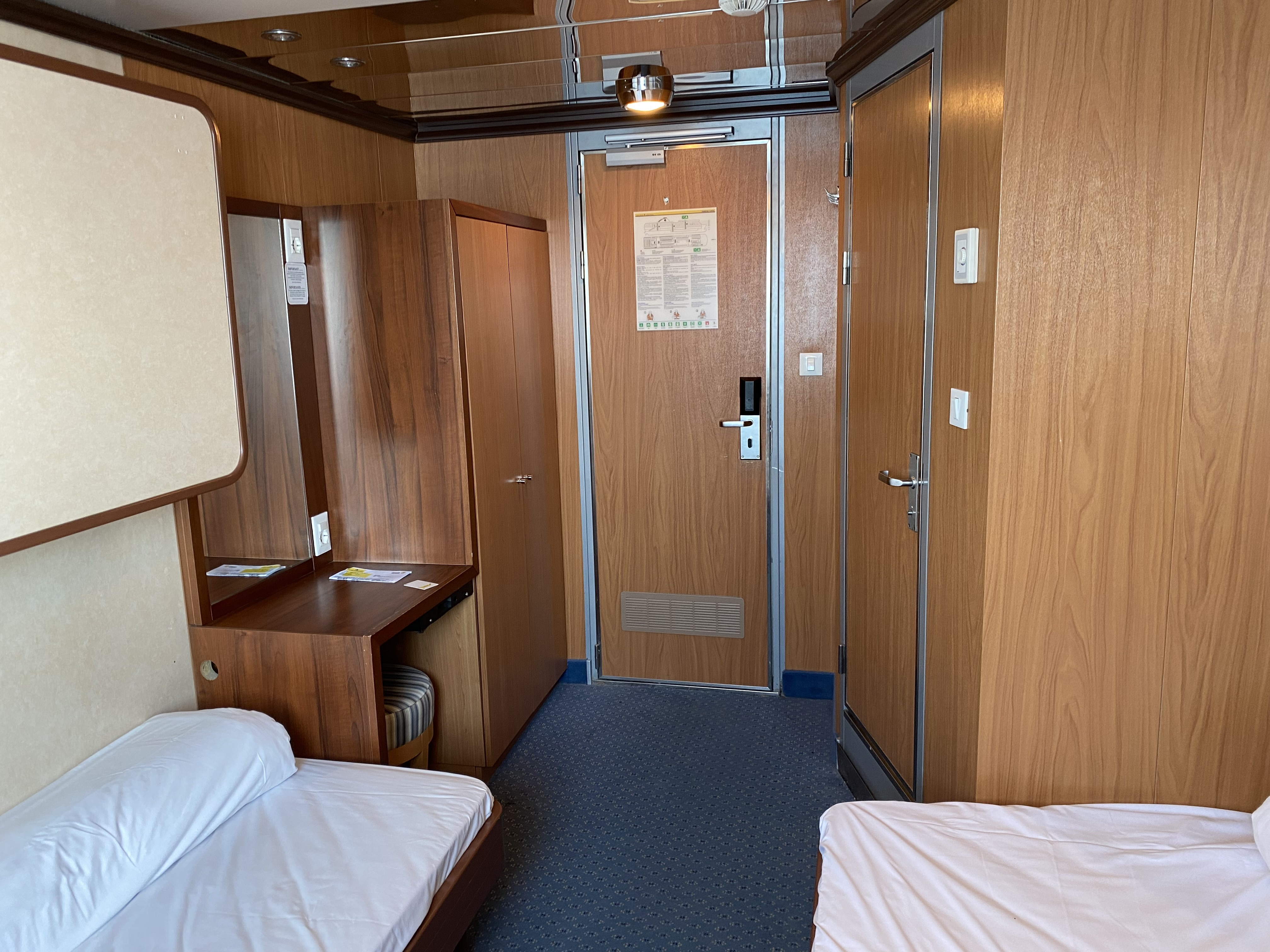
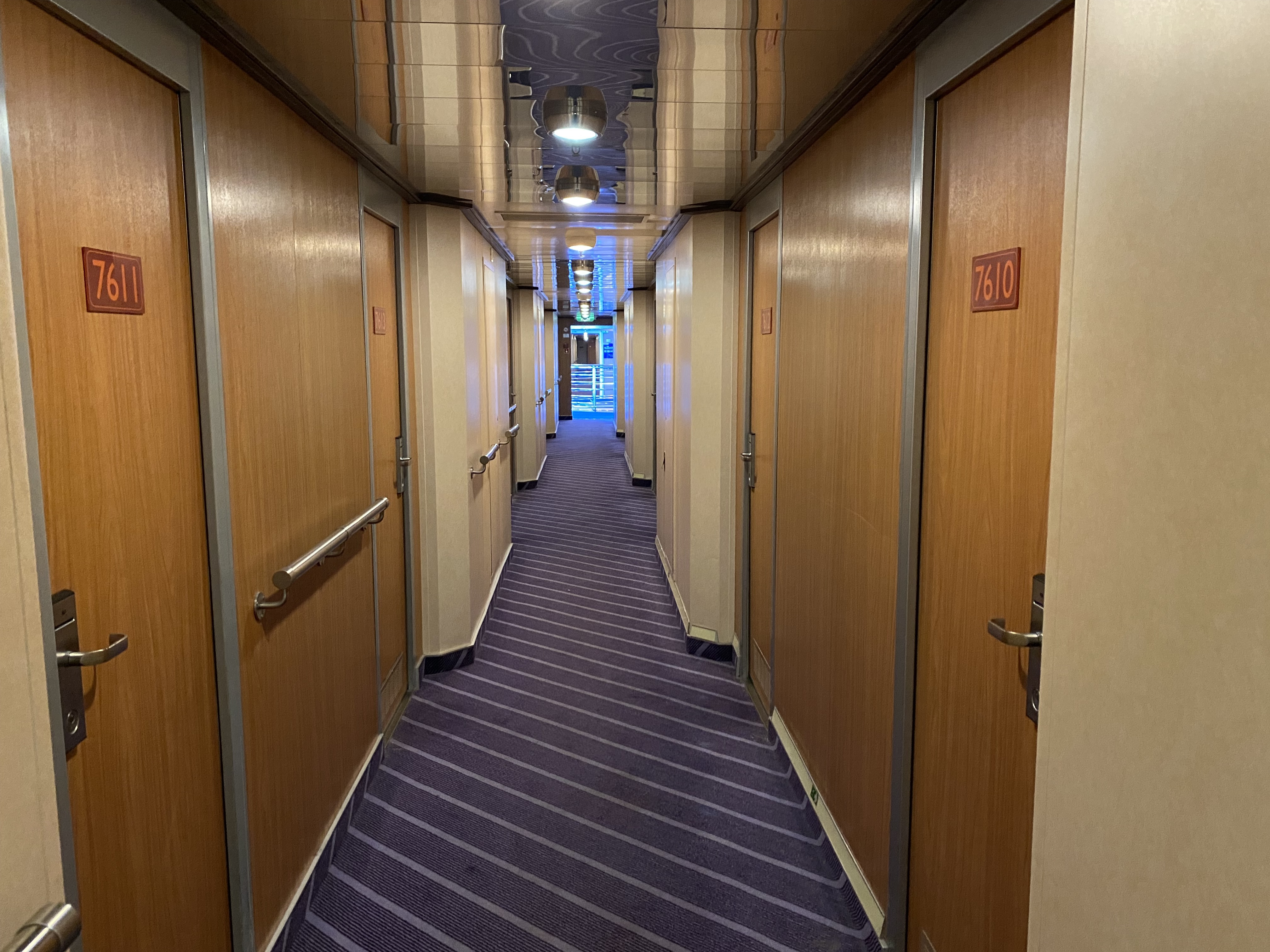
Coursive des cabines sur le pont 7

## Caractéristiques
Le Pascal Lota mesure 176,95 mètres de long pour 27,60 mètres de large et son tonnage était de 36 277 UMS jusqu'à sa refonte de 2017 qui le porte alors à 36 299 UMS. Le navire a une capacité de 2 300 passagers et est pourvu d'un garage pouvant accueillir 665 véhicules répartis sur cinq niveaux. Le garage est accessible par trois portes rampes, deux situées à l'arrière et une à l'avant. La propulsion est assurée par quatre moteurs diesels Wärtsilä 12V46 développant une puissance de 50 400 kW entraînant deux hélices à pas variable faisant filer le bâtiment à une vitesse de 27 nœuds. Le Pascal Lota possède quatre embarcations de sauvetage couvertes de grande taille, deux sont situées de chaque côté vers le milieu du navire. Elles sont complétées par une embarcation de secours à tribord et un canot semi-rigide à bâbord. En plus de ces principaux dispositifs, le navire dispose de plusieurs radeaux de sauvetage à coffre s'ouvrant automatiquement au contact de l'eau. Le navire est doté de deux propulseurs d'étrave facilitant les manœuvres d'accostage et d'appareillage.

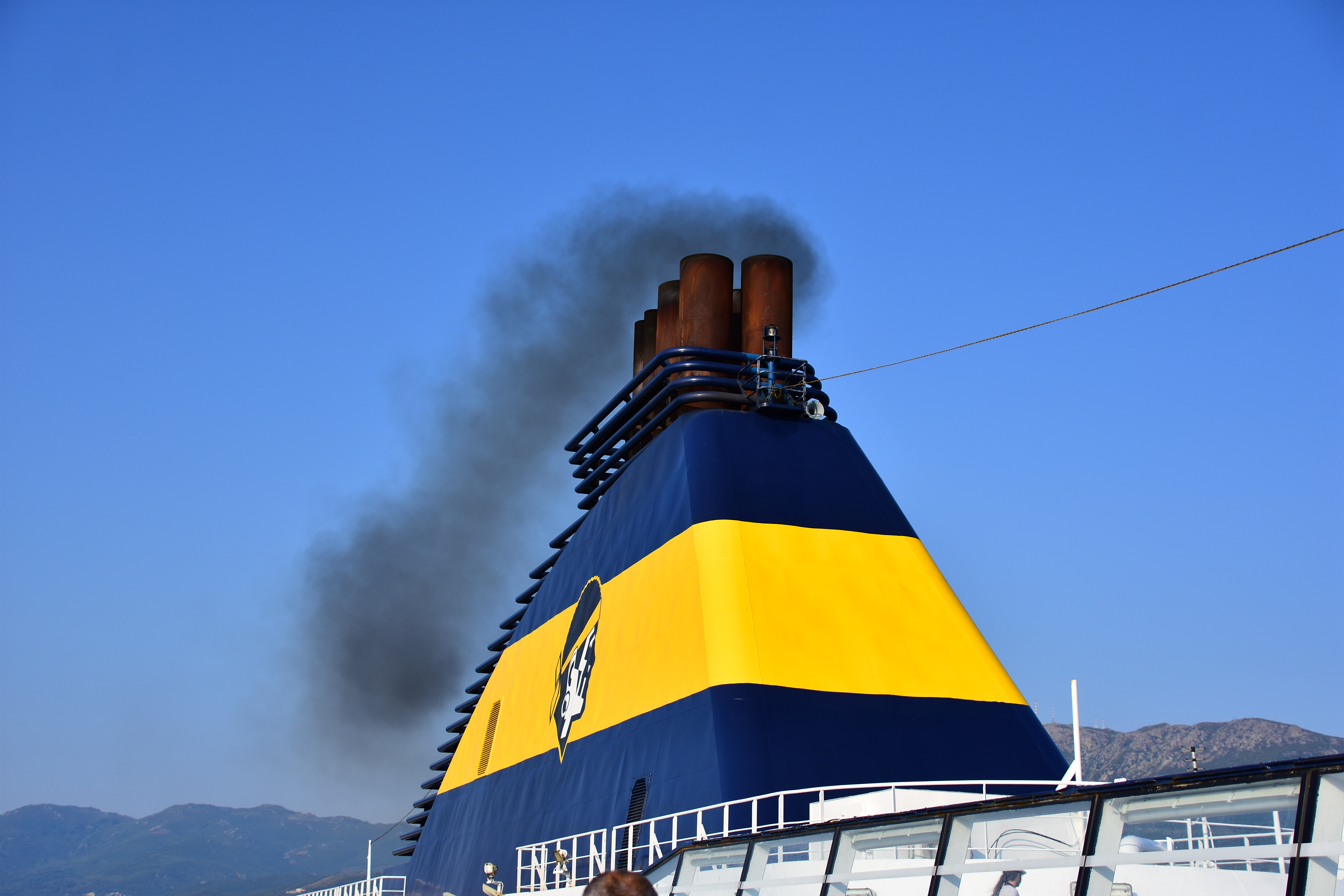
Cheminée unique
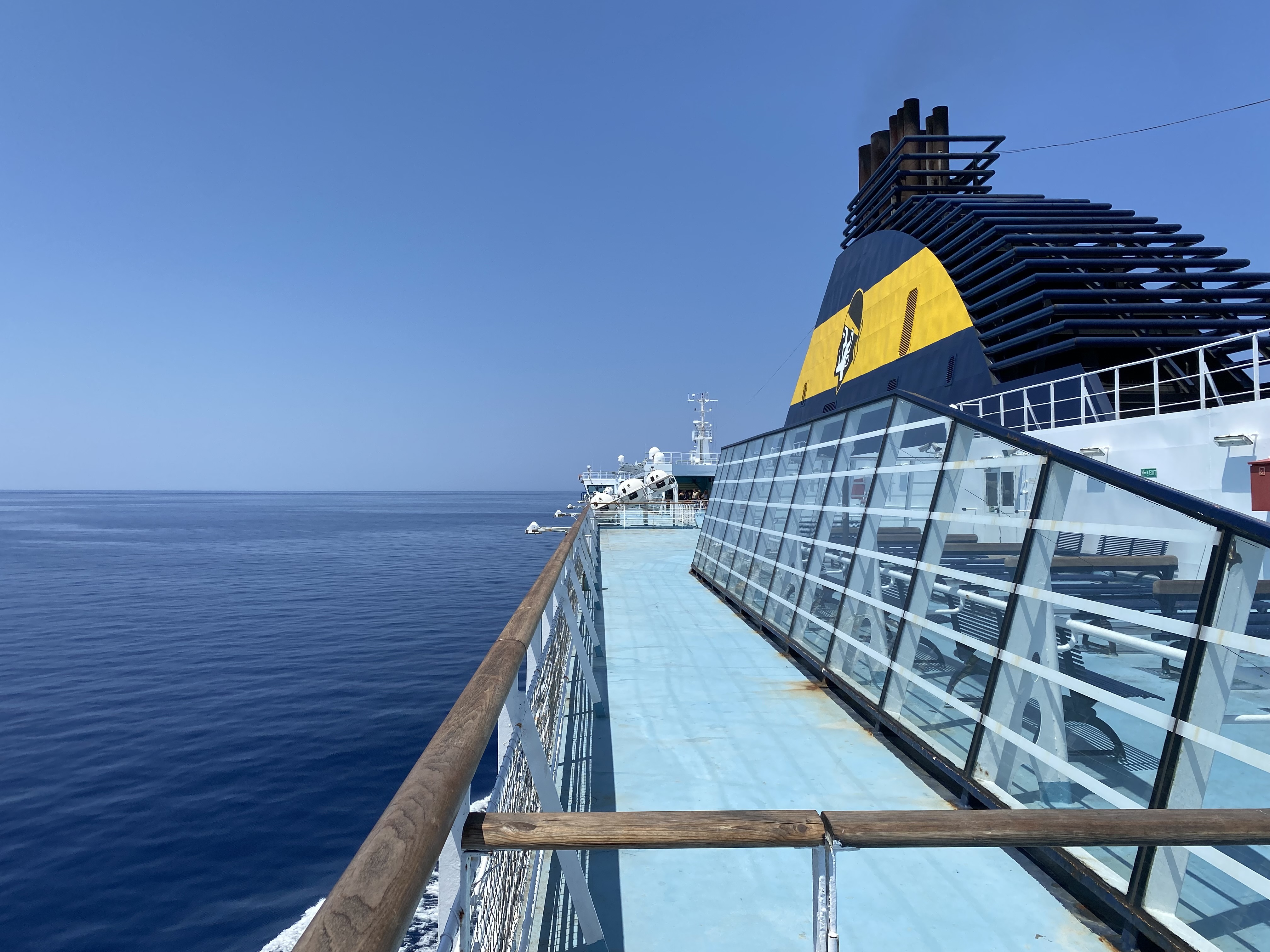
Ponts extérieurs
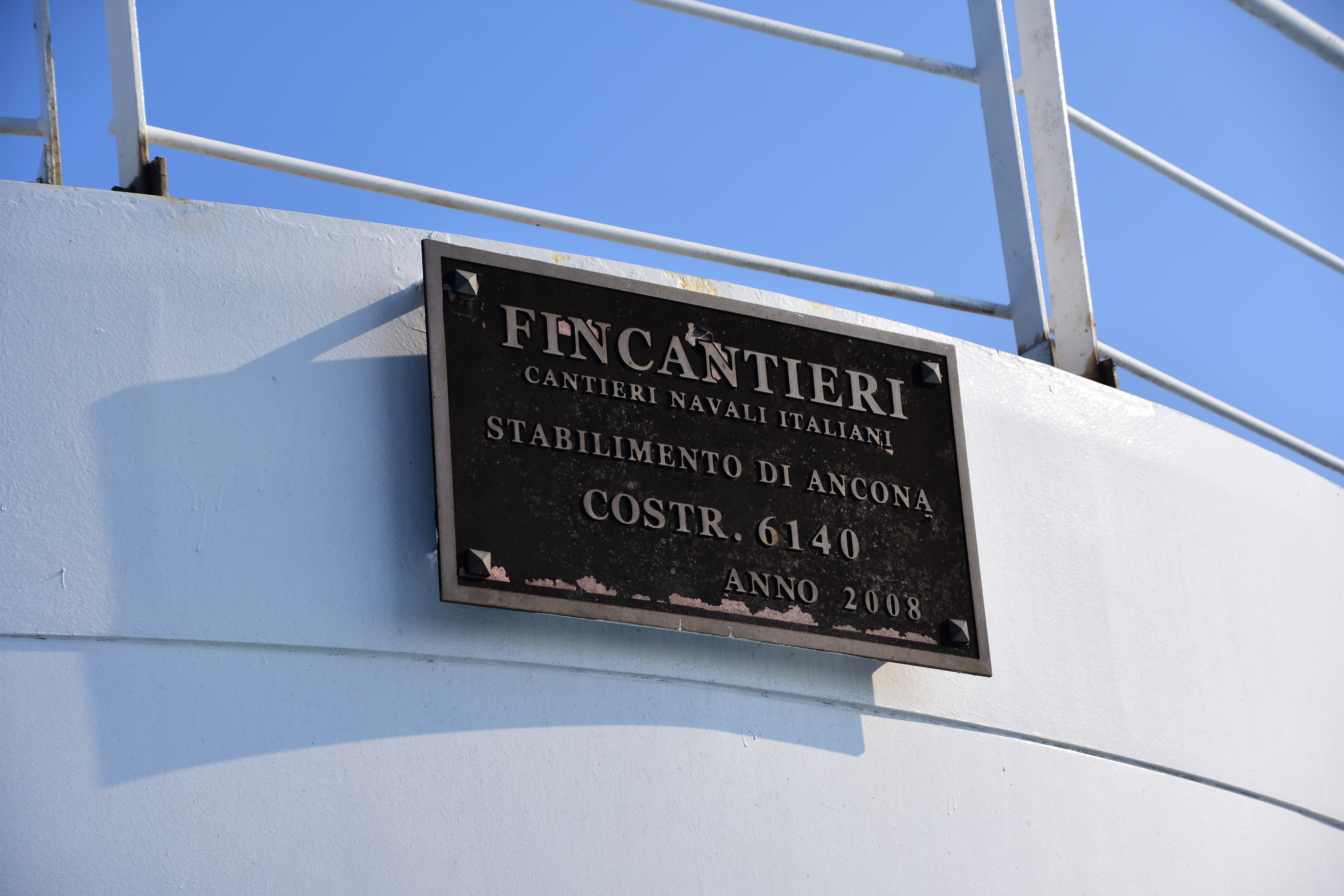
Plaque du constructeur située sur le pont supérieur au dessus du bar sous la plateforme hélicoptère
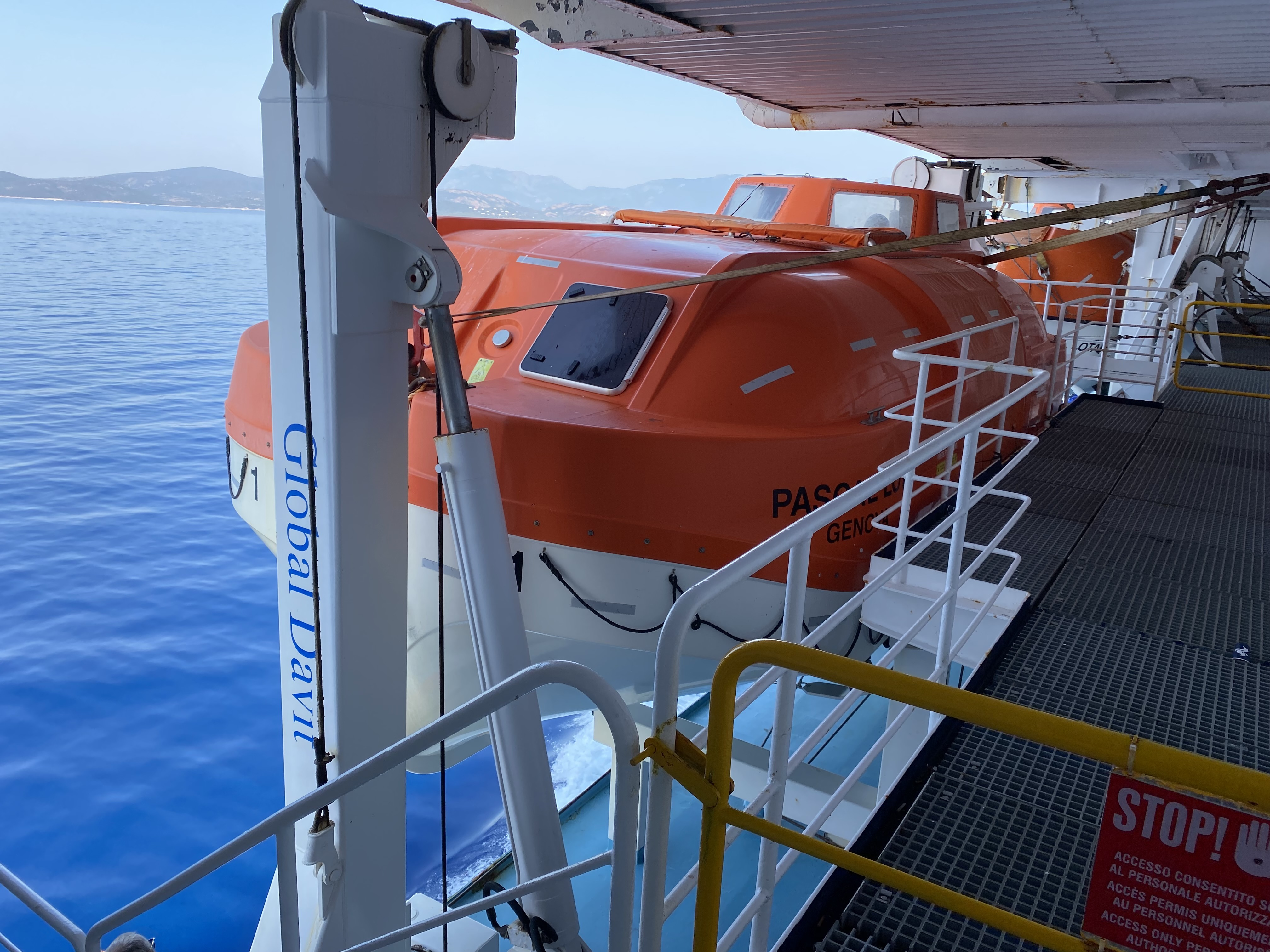
Dispositifs de secours
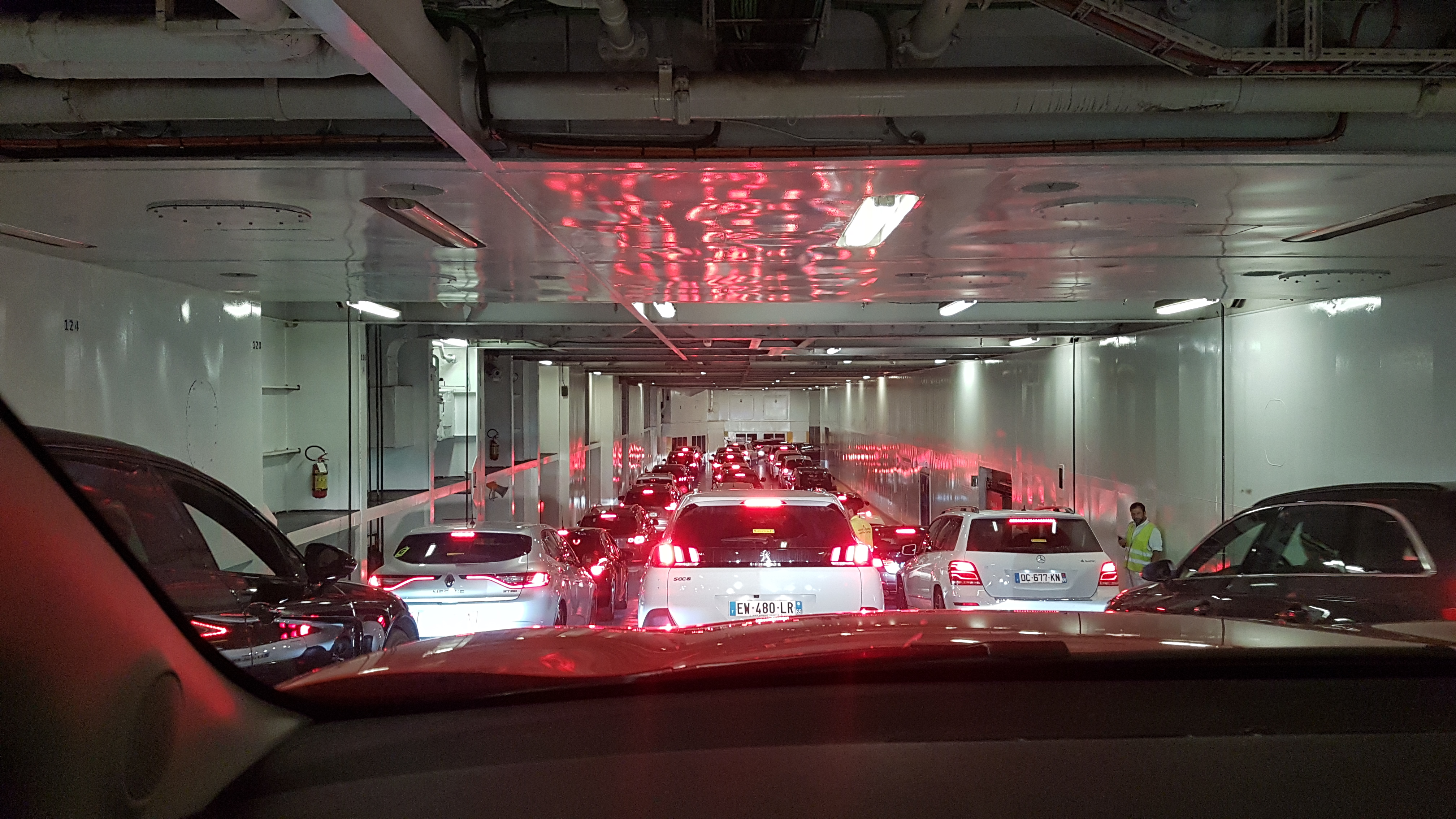
Vue du garage au pont 5

## Lignes desservies
De 2008 à 2017, pour le compte de Tallink, le Superstar naviguait sur la mer Baltique essentiellement entre l'Estonie et la Finlande sur la ligne Tallinn - Helsinki en traversée de jour. Sa vitesse lui permettait de réaliser jusqu'à quatre aller-retours par jour.
Depuis juin 2017, le Pascal Lota dessert les lignes du groupe Corsica Ferries à destination de la Corse vers Bastia, Ajaccio, L'Île-Rousse ou Porto-Vecchio au départ de Toulon, Nice mais aussi de Savone en Italie et plus rarement depuis Livourne. Le car-ferry dessert parfois la Sardaigne sur la ligne Livourne - Golfo Aranci et a également navigué occasionnellement sur la Sicile sur Toulon - Trapani en 2019.

## Sister-ships
Le Pascal Lota possède trois sister-ship construits à l'origine pour la compagnie italienne Moby Lines. Les deux premiers dénommés Moby Wonder et Moby Freedom ont été construits par les chantiers sud-coréens Daewoo et mis en service en 2001 tandis que le troisième baptisé Moby Aki a vu le jour aux mêmes chantiers que le Pascal Lota, celui de Fincantieri à Ancône en 2005. En 2012, le Moby Freedom intègre la flotte d'Eckerö Line et entre alors en concurrence directe avec le navire entre Tallinn et Helsinki du temps où il était encore dans la flotte de Tallink. 